# Josep Maria Fericgla
Josep Maria Fericgla (Barcelona, 22 de enero de 1955) es un escritor y antropólogo español. Licenciado en Historia y doctor en Antropología Social y Cultural por la Universidad de Barcelona, donde también cursó estudios superiores de psicología.
Ha dedicado su vida al estudio de los chamanismos, de los estados expandidos de la consciencia y al uso de enteógenos en diferentes culturas del mundo. Pionero en Europa en la investigación científica de la ayahuasca y su uso para el tratamiento de toxicomanias habiendo creado protocolos para usarla en psicoterapia.
Docente en universidades nacionales e internacionales, escritor, conferenciante y colaborador regular en diferentes medios de comunicación, como el programa L'ofici de viure de Catalunya Ràdio, donde aborda temáticas relacionadas con la psicología, la antropología cognitiva y la etnopsiquiatría. Autor de veintinueve libros y numerosos artículos publicados en revistas científicas y de divulgación.
Ha recibido destacados premios y reconocimientos internacionales por sus investigaciones. Entre ellos, la prestigiosa mención de honor “Marqués de Lozoya” (Ministerio de Cultural de Gobierno español), el premio “Jaume Nualart” (Generalidad de Cataluña) y el Premio Nacional de Investigación Etnográfica “Joan Amades”, concedido por la Generalidad de Cataluña.

## Libros destacados
- Ayahuasca, la realidad detrás de la realidad. Sus usos en psicoterapia y en el cultivo del mundo interior (Editorial Kairós, 2018)
- Los chamanismos a revisión. De la vía del éxtasis al internet (Kairós, 2012)[7]
- Epopteia, avanzar sin olvidar (La Liebre de Marzo, 2004)
- Envejecer: una antropología de la ancianidad (Herder Editorial, 2002)
- Los jíbaros cazadores de sueños, versión ampliada (Liebre de Marzo, 2016)[8][9]
- “Uso terapéutico de la LSD-25 en Europa”, en LSD, (Amargord ediciones, Madrid 2006)
- Al trasluz de la ayahuasca. Antropología cognitiva, consciencias alternativas y oniromancia, (Libros de la Liebre de Marzo, 1997, Barcelona y Abya Yala, Quito)